# Tibirita
Tibirita est une municipalité située dans le département de Cundinamarca, en Colombie.